# Odontomyia hydroleon
Odontomyia hydroleon är en tvåvingeart som först beskrevs av Carl von Linné 1758.  Odontomyia hydroleon ingår i släktet Odontomyia och familjen vapenflugor. Arten är reproducerande i Sverige. Inga underarter finns listade i Catalogue of Life.